# Mary Hopkin
Pour les articles homonymes, voir Hopkin.
Mary Hopkin est une chanteuse britannique, née le 3 mai 1950 à Pontardawe, au Pays de Galles.
Elle possède une voix de soprano à la sonorité chaude.

## Les débuts
Mary Hopkin naît le 3 mai 1950 à Pontardawe, au Pays de Galles, dans une famille parlant gallois.
Toute jeune dans l'église où elle chante le dimanche, sa voix est admirée par les fidèles. Elle commence sa carrière de chanteuse avec The Selby Set and Mary, un groupe folk local. Elle enregistre un EP en gallois pour le label local Cambrian, basé à Pontardawe. Le mannequin Twiggy remarque sa prestation sur la chaîne ITV lors de l'émission destinée aux nouveaux talents, Opportunity Knocks, et la recommande à Paul McCartney qui décide de devenir son producteur artistique. Elle est la première artiste à signer pour le label Apple, après les Beatles eux-mêmes.

## Le succès
Son premier disque 45 tours, Those Were the Days, produit par Paul McCartney, sort en septembre 1968 (numéro de catalogue Apple 2 ; Apple 1 étant Hey Jude des Beatles).
La chanson connaît un succès immédiat en Grande-Bretagne et aux États-Unis, malgré la concurrence de la chanteuse Sandie Shaw déjà populaire. Il fait partie des singles les plus vendus au monde. Mary l'a aussi chanté en allemand, en italien, en espagnol et en français, mais probablement à cause d'une reprise par une chanteuse francophone (Dalida, sous le nom Le Temps des fleurs), seule la version française n'a encore jamais été rééditée en CD (mai 2018).
Mary Hopkin représente la Grande-Bretagne au concours de l'Eurovision 1970 avec Knock Knock, Who's There?.
Son premier album Postcard est entièrement produit par Paul McCartney.
Elle enregistre ensuite quelques hits qui sont repris sur son deuxième album chez Apple Records Those Were the Days.
Son troisième et dernier album chez Apple, de tendance plus folk, Earth Song, Ocean Song, sort fin 1971. Produit par son mari depuis peu, Tony Visconti, il comprend des chansons de Cat Stevens, Gallagher and Lyle et Ralph McTell. Il représente beaucoup mieux la personnalité et le talent de Mary.
Elle quitte finalement Apple, fatiguée de la vie de pop-star.

## Milieu des années 1970
Mary Hopkin se consacre à sa famille, en particulier à ses quatre enfants.
Elle participe aussi, comme choriste, à de nombreux enregistrements produits par son mari Tony Visconti : Tom Paxton, Ralph McTell, David Bowie, Bert Jansch, The Radiators From Space, Thin Lizzy, Carmen, Sarstedt Brothers, Osibisa, Sparks, Hazel O'Connor et Elaine Paige. Elle enregistre If you love me, reprise de l’Hymne à l'amour d'Édith Piaf (musique de Marguerite Monnot).

## Les années 1980
Mary Hopkin et Tony Visconti divorcent en 1981.
L'année suivante elle chante Rachel's Song pour la musique du film Blade Runner. Cette contribution n'apparaît pas dans le film tel qu'il a été monté et ne se trouve que sur le CD audio.
En 1984, Peter Skellern et Julian Lloyd Webber (frère d'Andrew Lloyd Webber) font appel à Mary Hopkin pour former un groupe semi-classique appelé Oasis (sans rapport avec celui des frères Gallagher). Ensemble ils n'enregistrent qu'un seul album où la voix de Mary dialogue avec celle de Peter ou avec le violoncelle de Julian.
En 1989 elle enregistre Spirit, d'inspiration classique ; elle chante ce qu'elle aime, sur des compositions de Schubert, Fauré, Puccini, Mascagni, Mozart, Andrew Lloyd Webber ainsi que l'hymne Jerusalem du poète William Blake mis en musique par Parry. La plupart des arrangements sont faits au synthétiseur, ce qui a créé beaucoup de tort à cet album publié par la petite maison « Trax » et très mal distribué ; les ventes ont été confidentielles.

## Les années 1990
En 1990, elle rejoint The Chieftains au London Palladium pour un concert de charité et participe un peu plus tard  à une tournée avec eux en Grande-Bretagne.
Avec Julian Colbeck et Jonathan Cohen, et d'autres (dont Steve Hackett) elle participe à une expérience de musique new age influencé par  Bach. Elle a écrit et chante Old Faces at Heaven's Gate sur le CD Back to Bach.

## Les années 2000
Mary Hopkin apparaît sur plusieurs CD de Catheryn Craig et de Brian Willoughby, dans un style très folk. Plusieurs CD regroupant des enregistrements inédits des années 1970 sont édités.

## Les années 2010
En 2013, l'album Painting by Numbers est publié par Mary Hopkin Music, il comprend dix chansons écrites par Mary Hopkin, dont deux sont co-écrites par ses amis Brian Willoughby et Benny Gallagher.
À Noël 2014, Mary Hopkin a préparé un simple avec son fils et sa fille.

## Discographie

### solo (LP, CD uniquement)
- 1969 - Post Card (en) - Apple Records
- 1970 - Earth song / Ocean song - Apple
- 1970 - Those Were The Days - Apple
- 1970 - The Welsh World of Mary Hopkin - Decca pour Cambrian enregistré en 1968
- 1989 - Spirit - Trax / MHM (2011)
- Live At The Festival Hall _ MHM enregistré en 1972 (2005)
- y caneuon cynnar _ Sain (Recordiau) enregistré en 1968 (1996) id. à Welsh World mais mixage différent
- Valentine _ MHM enregistré entre 1973 et 1983 (2007)
- Recollections _ MHM enregistré entre 1973 et 1983 (2008)
- Christmas songs _ MHM enregistré en 1972 (2008)
- Now and Then _ MHM enregistré entre 1973 et 1983 (2009)
- Blodeugerdd: Song of the Flowers - An Anthology of Welsh Music and Song (compilation chez Smithsonian Folkways) (2009)
- You look familiar avec Morgan Visconti _ MHM (2010)
- Painting by Numbers _ MHM (2013)
- Another Road _ MHM (2020)
- Pieces _ MHM (2022)

note

### Mary membre d'un groupe
- 1972 - Hobby Horse, un simple ;
- 1980 - Sundance, un simple ;
- 1987 - Oasis avec Peter Skellern et Julian Lloyd Webber Warner, un album;
- 1995 - The Crockettes, un simple.

### Mary invitée
- Where's Jack? une chanson  Where's jack  musique de film (1969)
- Kidnapped  une chanson  For All My Days musique de film (1969)
- The King of Elfland's daughter avec Bob Johnson, Pete Knight etc. (1977)
- Blade Runner  une chanson  Rachel song musique de film, retiré de la version finale du film (1982)
- Under Milk Wood (1988) une chanson en duo avec Freddie Jones
- Norwegian Wood deux chansons avec R.A.M. Pietsch (and the Munich Philharmonic) (1988)
- The Collector avec Marc Cerrone (1988)
- Back to Bach  avec Julian Colbeck {une chanson reprise deux fois} E.G. Records (1992)
- Black and White avec Brian Willoughby, une chanson 'Love Belongs Right Here' (1998)
- Those Were The Days avec Dolly Parton une chanson 'Those Were The Days' en duo (2005)
- I Am not avec Jessica Lee Morgan (2010)
- Re:Boot avec Jessica Lee Morgan (2018)
- Forthright avec Jessica Lee Morgan (2020)

### Mary dans les chœurs
- Woyaya : Osibisa (1971)
- Not till Tomorrow : Ralph McTell (1972)
- Peace Will Come : Tom Paxton
- Moonshine : Bert Jansch (1973) titre "The First Tile I Saw your Face"
- Bad Reputation : Thin Lizzy (1977)
- Dancing on a Cold Wind : Carmen (1973)
- World Apart Together : Sarstedt Brothers titre "Glory,Glory"
- Indiscreet : Sparks (1975) : titre "Looks,looks,looks"
- Inventory : Tony Visconti (1977)
- Low : David Bowie (1977) : titre "Sound and Vision"
- The Radiators From Space (1979) : titre "Ghost Town"
- Hazel O'Connor (1981) : titre "Cover plus"
- Chagall Jon Anderson (1982) [bootleg] : titres "Duet" et "Stained Glass"
- Elaine Paige (1986) : titre "Christmas"
- Jon and Vangelis (1989) (1998) : titre "Change We must"
- Cold Cuts 2 Paul McCartney [bootleg] (1995) : titre "Love's full of glory"
- Live 2002 Robin Williams (2002) : titre "The Grim Rapper"
- Blue Angel : Strawbs sur 7 titres (2003)